# Морозово (сельское поселение Чисменское)
Морозово — деревня в Волоколамском районе Московской области России.
Относится к сельскому поселению Чисменское, до муниципальной реформы 2006 года относилась к Анинскому сельскому округу. Население — 3 чел. (2010).

## Население
| 1852 | 1859 | 1926 | 2002 | 2006 | 2010 |
| ---- | ---- | ---- | ---- | ---- | ---- |
| 188  | →188 | ↘152 | ↘0   | ↗2   | ↗3   |

## Расположение
Деревня Морозово расположена примерно в 11 км к юго-востоку от центра города Волоколамска, на правом берегу безымянного правого притока реки Ламы (бассейн Иваньковского водохранилища). На территории зарегистрировано два садовых товарищества.
В 3 км к западу от деревни находится платформа Дубосеково Рижского направления Московской железной дороги. Ближайшие населённые пункты — деревни Ширяево и Иванцево.
В Волоколамском районе есть ещё одна деревня с таким же названием, она расположена в 23 км к северо-востоку и относится к сельскому поселению Теряевское.

## Исторические сведения
В «Списке населённых мест» 1862 года Морозово — владельческая деревня 2-го стана Волоколамского уезда Московской губернии по правую сторону почтового Московского тракта (из Волоколамска), в 12 верстах от уездного города, при безымянной речке, с  дворами и 188 жителями (89 мужчин, 99 женщин).
По данным на 1890 год входила в состав Аннинской волости Волоколамского уезда, число душ мужского пола составляло 88 человек.
В 1913 году — 23 двора.
По материалам Всесоюзной переписи населения 1926 года — деревня Иванцевского сельсовета Аннинской волости, проживало 152 жителя (58 мужчин, 94 женщины), насчитывалось 31 крестьянское хозяйство.
С 1929 года — населённый пункт в составе Волоколамского района Московской области.